# Panamomus yoshidai
Panamomus yoshidai is een keversoort uit de familie zwamkevers (Endomychidae). De wetenschappelijke naam van de soort werd in 1972 gepubliceerd door Kiuchi.